# William N'Gounou
William Tonji N'Gounou, född 31 juli 1983, är en nigerisk fotbollsspelare som spelar som mittfältare för FBK Balkan.

## Klubbkarriär
N'Gounou spelade för FC Rosengård mellan 2008 och 2010 samt för IF Limhamn Bunkeflo mellan 2011 och 2013. Han blev i mars 2013 klar för division 2-klubben KSF Prespa Birlik.
Inför säsongen 2014 gick N'Gounou till Bosnien Hercegovina SK. 2016 gjorde han fyra mål på 12 matcher för Limhamns FF samt ett mål på fyra matcher för FBK Balkan i Division 4. 2017 gjorde N'Gounou 12 mål på 19 matcher för FBK Balkan i Division 4. Säsongen 2018 gjorde han sju mål på 17 matcher i Division 3.

## Landslagskarriär
Han gjorde sin landslagsdebut för Niger under 2011. Han var uttagen till Afrikanska mästerskapet 2012, där han gjorde Nigers första mål någonsin i turneringen.

### Landslagsmål
| Nr | Datum            | Arena                                       | Motståndare | Mål   | Resultat | Tävling                      | Referens |
| -- | ---------------- | ------------------------------------------- | ----------- | ----- | -------- | ---------------------------- | -------- |
| 1  | 15 november 2011 | Stade Général Seyni Kountché, Niamey, Niger | Botswana    |       | 1–1      | Träningsmatch                | [ 9 ]    |
| 2  | 27 januari 2012  | Stade d'Angondjé, Libreville, Gabon         | Tunisien    | 1 – 1 | 1–2      | Afrikanska mästerskapet 2012 | ?        |